# Simone de Dardel
Simone Gerda Charlotta de Dardel-Kihlman, född 31 oktober 1913 i Neuchâtel, död 1996, var en svensk målare.
Hon var dotter till bankiren Alexandre de Dardel och Elsa Hagborg samt från 1935 gift med Einar Kihlman och dotterdotter till August Hagborg.
de Dardel studerade vid École des Beaux Arts de Genève 1921 och för Otte Sköld i Stockholm 1933 samt under studieresor till bland annat Frankrike, Italien och Schweiz. Separat ställde hon ut på Färg och Form i Stockholm, Göteborgs konsthall, tillsammans med sin man och Kjell Löwenadler ställde hon ut på Galerie Moderne i Stockholm. Hon medverkade i Färg och Forms samlingsutställningar och på Liljevalchs konsthall i Stockholm.     
Hennes konst består av lyriska landskap, barnporträtt och blommor. Hon tilldelades Kungastipendiet 1957, Stockholms stads stipendium 1964 och Statligt konstnärsstipendium 1964.
de Dardel är representerad vid Nationalmuseum, Moderna museet i Stockholm, samt Borås konstmuseum, Norrköpings konstmuseum, Kalmar konstmuseum, Gävle museum och Ystads konstmuseum.